# Phytoliriomyza alpicola
Phytoliriomyza alpicola (лат.) — вид мелких минирующих мух рода Phytoliriomyza из подсемейства Phytomyzinae (Agromyzidae, Diptera). Находки зарегистрированы из Японии.

## Описание
Среднеразмерный тёмный вид (длина крыла 1,7—1,8 мм) с темно-серым скутумом, жёлтым скутеллюмом, чёрным 1-м члеником жгутика, темными максиллярными максиллярными щупиками, жёлтой головой, тёмными жужжальцами и темно-серыми ногами. Эпандрий самца внутри-субдистально с гипертрофированной бугорковидной щетинкой, а внутри-базально с гребнем, состоящим из шести или семи длинных сросшихся бугорковидных щетинок. Личинка минирует таллом печёночного мха Conocephalum salebrosum, C. orientalis и C. purpureorubrum. Места обитания этого вида — берега ручьёв и мезические склоны в лиственных лесах прохладной умеренной зоны с преобладанием Quercus crispula и Fagus crenata, тугайные леса с преобладанием Cercidiphyllum japonicum и субальпийские хвойные леса с преобладанием Abies spp. и Picea. Этот вид является унивольтинным, и взрослые особи появляются из перезимовавших куколок весной.